# Lytt til slåtten Sordølen
Lytt til slåtten Sordølen är ett album från 2006, med låtarna skrivna av musikerna Øystein Kikut och Bjørgulv Straume. Albumet är ett experiment att försöka få mungigans användning enbart till folkmusiken att reduceras. Øystein Kikut spelar klaviatur och Bjørgulv Straume spelar mungiga på skivan.